# Euclemensia woodiella
Euclemensia woodiella ist ein Schmetterling (Nachtfalter) aus der Familie der Prachtfalter (Cosmopterigidae).

## Merkmale
Die Falter erreichen eine Flügelspannweite von etwa 17 Millimeter. Der Kopf glänzt bronzebraun und ist grünlich getönt. Die Fühler sind dunkelbraun und haben einen leicht violetten Glanz. Im Subapikalbereich befinden sich etwa 9 weiße Segmente. Thorax und Tegulae glänzen bronzebraun und sind grünlich getönt. Die Vorderflügel haben eine hell orange Grundfärbung, an der Basis von Costalader und Flügelinnenrand sind sie dunkelbraun. An der Costalader befindet sich ein keulenförmiger Fleck. Von der Mitte der Costalader bis zu 4/5 der Vorderflügellänge verläuft ein dunkelbrauner Costalstrich. In Richtung der Flügelbasis ist er am breitesten und umschließt hier einen kleinen orangen subcostalen Fleck. Der Flügelinnenrand ist vom ersten Drittel bis zum Apex dunkelbraun, eine orange Binde unterbricht diesen Bereich hinter der Mitte. Ein gelboranger Costalstrich befindet sich bei 4/5 der Länge der Costalader. Zur Zeichnung gehören vier höckerartige, bläuliche oder leicht violett glänzende Flecke. Der erste befindet sich am distalen Ende des keulenförmigen Flecks. Der zweite und dritte Fleck befindet sich beidseits der Analfalte am basalen Rand des dunkelbraunen Bereichs am Flügelinnenrand. Der vierte und kleinste Fleck liegt unterhalb des orangen Subcostalflecks. Ein dunkler, violett und grünlich schimmernder schmaler Strich verläuft entlang der Analfalte. Er beginnt distal bei den beiden höckerartigen Flecken am dunkelbraunen Bereich des Flügelinnenrandes und reicht bis zum Flügelaußenrand. Die Fransenschuppen sind graubraun. Die Hinterflügel schimmern graubraun und haben einen orangen Glanz.
Die Genitalarmatur der Männchen ist leicht asymmetrisch. Die Brachia sind lang und breit und verjüngen sich distal. Die Valven sind lang und schlank und leicht gekrümmt. Die Valvellae sind lang und schlank und verjüngen sich distal. Das Vinculum ist breit und besitzt keinen Saccus. Der Aedeagus ist gekrümmt und besitzt zwei Cornuti.
Die Genitalarmatur der Weibchen ist unbekannt.

## Verbreitung

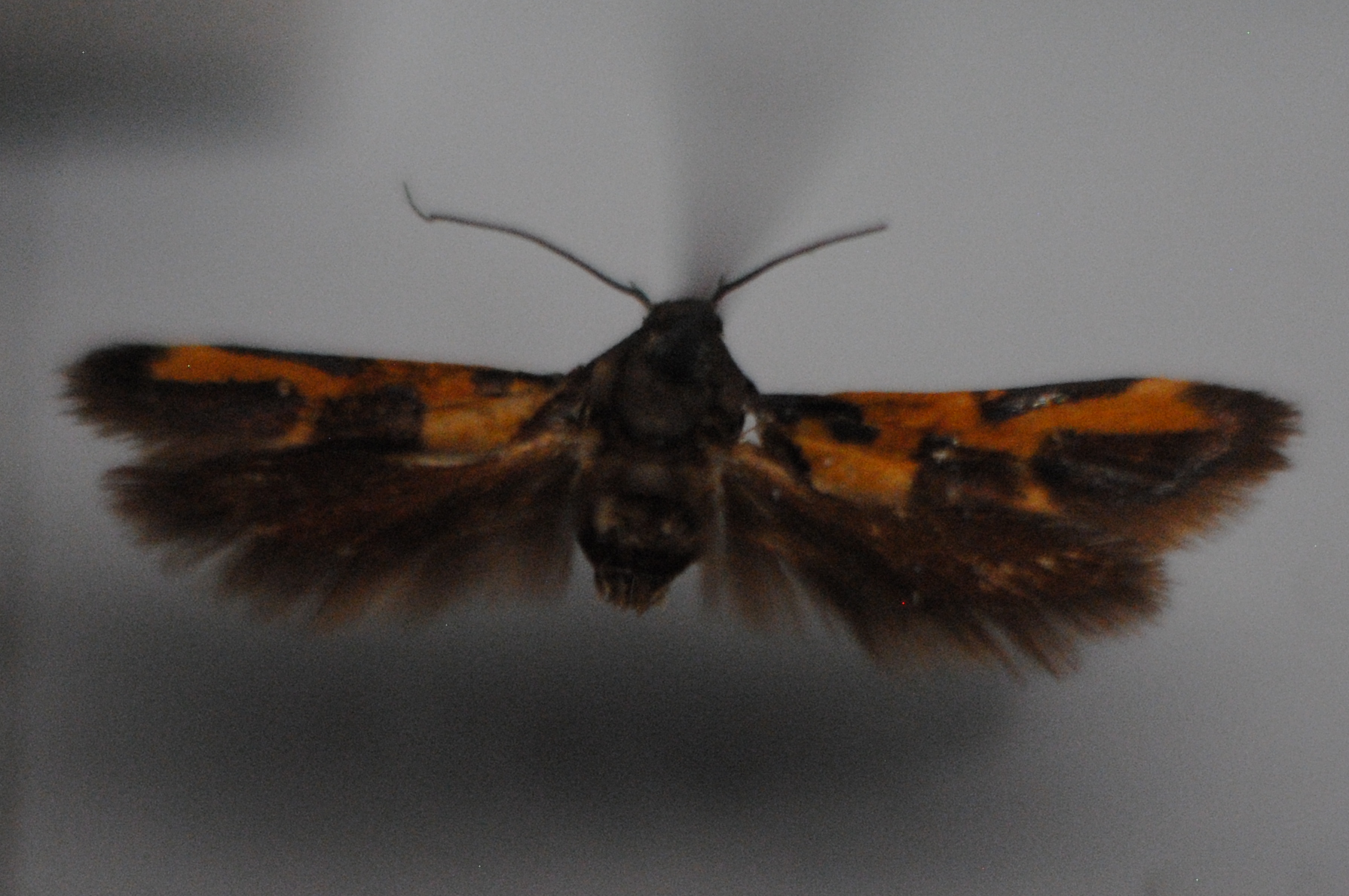

Euclemensia woodiella ist nur aus dem Kersal Moor bei Manchester in England bekannt. Die Art wurde seit 1829 nicht mehr nachgewiesen und ist vermutlich ausgestorben.

## Biologie
Über die Lebensweise der Art ist nichts bekannt. Es wird vermutet, dass die Raupen, wie die beiden in Nordamerika beheimateten verwandten Arten, an Schildläusen der Gattung Kermes parasitieren. Die Falter wurden Mitte Juni gesammelt.

## Systematik
Aus der Literatur sind folgende Synonyme bekannt:
- Pancalia woodiella Curtis, 1830